# Joe King Oliver

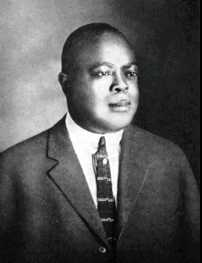
Joe „King“ Oliver

Joe „King“ Oliver (* 11. Mai 1885 in New Orleans, Louisiana; † 10. April 1938 in Savannah, Georgia) war ein US-amerikanischer Kornettist und einer der bedeutendsten Musiker des New Orleans Jazz. Oliver ist in erster Linie als Lehrer und Mentor von Louis Armstrong in Erinnerung geblieben, doch hat er weitere bedeutende Jazz-Trompeter bzw. -Kornettisten beeinflusst, darunter Tommy Ladnier, Rex Stewart, Bubber Miley, Muggsy Spanier, Ed Allen und George Mitchell.
King Oliver’s Creole Jazzband wurde im Mai 1922 gegründet, in welcher später auch Louis Armstrong spielte.

## Leben

### New Orleans
Geburtsort und -datum sind nicht sicher belegt. Nach dem Tod der Mutter im Jahr 1900 lebte Oliver bei einer älteren Schwester. Etwa in diese Zeit fällt auch seine Ausbildung auf dem Kornett, seinen Lebensunterhalt verdiente er sich im ersten Jahrzehnt des Jahrhunderts als Butler einer wohlhabenden weißen Familie. Um 1908 begann seine musikalische Karriere in verschiedenen Marching-Bands, darunter die Eagle Band, The Original Superior, Olympia Brass Band oder der Onward Brass Band, in der er neben dem Leader Manuel Perez der zweite Kornettist war. Nach und nach erspielte er sich einiges Ansehen und wurde Mitglied in verschiedenen Bands, die in den Cafés und Cabarets in Storyville auftraten. 1918 schließlich spielte er in der Band von Kid Ory. Nach seinem Weggang aus New Orleans wurde Louis Armstrong in dieser Band sein Nachfolger.
Wie Oliver den Titel „King“ erhielt, ist nur anekdotenhaft überliefert. Kid Ory behauptete, er habe Oliver in seiner Band als „King“ angekündigt. Eine andere Version berichtet davon, wie Oliver durch sein Spiel den Titel Freddie Keppard abgenommen habe. Zwischen 1915 und 1918 galt Oliver als der beste Kornettist in New Orleans; in diesem Zeitraum erhielt er den Ehrentitel.

### Chicago
1917 schloss das U.S. Navy Department nach und nach alle Vergnügungsviertel in den Küstenstädten der USA, darunter auch Storyville. 1918 ging Joe Oliver nach Chicago, wo er zeitgleich im „Original Creole Orchestra“ von Bill Johnson und in Lawrence Duhes Band engagiert war. Mit seiner eigenen Band (ab 1920) spielte er zunächst im Dreamland Cafe und unternahm 1921/1922 eine mäßig erfolgreiche Tournee an die Westküste nach Kalifornien, bevor er im Mai 1922 seine berühmte „Creole Jazz Band“ gründete. Der erste nachweisbare Auftritt im Lincoln Gardens ist auf den 17. Juni 1922 datiert.
Noch im gleichen Jahr holte Oliver Louis Armstrong in seine Band, der unter anderem Musikerpersönlichkeiten wie Johnny Dodds und dessen Bruder Baby Dodds, Honoré Dutrey und Lil Hardin angehörten. Sehr bekannt wurden die Einspielungen dieser Band aus dem Jahr 1923, die nicht nur dank der Mitwirkung von Louis Armstrong Jazz-Geschichte schrieben (u. a. Chimes Blues). Schon 1924 verließen die Dodds-Brüder und Honore Dutrey die Band, da Oliver für Plattenaufnahmen zum Teil andere Musiker hinzuzog, anstatt auf seine Stammbesetzung zurückzugreifen. Zusätzlich gab es Streitigkeiten hinsichtlich der Bezahlung. Lil Hardin-Armstrong drängte ihren Mann Louis, ebenfalls die Band zu verlassen, um aus dem Schatten von Oliver heraustreten und eine eigene Karriere starten zu können. Nach anfänglichem Zögern wechselte Armstrong nach New York zu Fletcher Henderson. Oliver suchte für die ausgefallenen Instrumentalisten Musiker aus New Orleans als Ersatz und führte die Band bis Ende 1924 weiter.
Nach der Auflösung der Creole Jazz Band war Oliver zunächst Gastsolist bei Dave Peyton im Plantation Cafe in Chicago. 1925 stellte er eine neue Band mit erweiterter Besetzung zusammen, der Albert Nicholas, Barney Bigard, Kid Ory und Luis Russell angehörten. Die „Dixie Syncopators“ feierten bis 1927 große Erfolge im Plantation Cafe und hatten mit ihrer Aufnahme von Someday Sweetheart einen überwältigenden Verkaufshit.

### New York
Als die Auseinandersetzungen rivalisierender Gangsterbanden in Chicago immer bedrohlichere Ausmaße annahmen, ging Oliver, nachdem das Plantation Cafe 1927 abgebrannt war, auf Einladung des Promoters Jay Faggen nach New York, wo er nach anfänglichem Erfolg verschiedene Angebote für seine Band ausschlug, darunter jenes legendäre, im Cotton Club aufzutreten. Ohne Aussichten auf ein festes Engagement lösten sich die Dixie Syncopators 1927 auf. Seinen vertraglichen Verpflichtungen dem Label Brunswick gegenüber kam Oliver mit eigens für die Aufnahmesitzungen zusammengestellten Bands nach. In der Folge hatte Oliver einige Jahre keine eigene Band mehr und konnte sich letztlich in New York nicht dauerhaft halten. Aus ungeklärten Gründen kehrte er jedoch nicht nach Chicago zurück, sondern blieb in New York. Hinzu kam, dass Oliver wegen seiner seit 1925 bestehenden gesundheitlichen Probleme mit dem Zahnfleisch das Musizieren vorübergehend einstellen musste. Nach der Wiederherstellung seiner Spielfähigkeit, aber längst nicht mehr auf gewohntem Niveau, nahm Oliver bis 1931 noch eine Reihe von Einspielungen auf, um seine vertraglichen Verpflichtungen zu erfüllen.
Während der Depression verlor Oliver nahezu sämtliche Ersparnisse. Er verließ New York im Frühjahr 1931 und tourte sechs Jahre lang mit Bands unterschiedlichster Besetzung, aber immer unter seinem Namen, die Ostküste entlang und durch den Mittleren Westen. Autopannen, habgierige Manager und häufige Personalwechsel ließen die Band mehrere Male stranden, zuletzt 1937 in Savannah, Georgia. Gesundheitliche Probleme und ein veränderter Publikumsgeschmack führten dazu, dass es ihm nicht mehr gelang, eine neue Band zusammenzustellen. So musste der King die letzten Monate seines Lebens zunächst als Verkäufer von Obst und Gemüse, schließlich als Aufsicht im Billard-Raum eines Freizeitcenters fristen. Er starb als armer Mann an einer Gehirnblutung.
Sein Tod fand erneute Medienbeachtung. Die Negro Actors Guild kam widerstrebend für die Bestattungskosten auf. Auf der Totenfeier in New York war Louis Armstrong besonders beachteter Solist. Joe King Oliver liegt auf dem Woodlawn Cemetery begraben.

## Bedeutung
Oliver war in seinen Tagen in New Orleans ein vielbewunderter, stilbildender Kornettist, dessen Einfluss auf andere Kornettisten bzw. Trompeter wie z. B. Bubber Miley, Muggsy Spanier oder Tommy Ladnier enorm war. Einige dieser Musiker kopierten Olivers Ideen, seine Technik und seinen Sound so detailgetreu, dass Trompetenparts auf Aufnahmen der zwanziger Jahre lange Zeit Oliver zugeschrieben wurden, obwohl er bei diesen Aufnahmesitzungen nicht mitgewirkt hatte. Die Phase seines Wirkens in New Orleans ist nicht durch Tonaufnahmen dokumentiert und so lässt sich sein Stil in dieser Zeit nur durch Aussagen von Zeitgenossen rekonstruieren. Konkrete, nachprüfbare Aussagen über Olivers Stil lassen sich daher nur über die Zeit zwischen 1923 und 1931 treffen. Jedoch war er ab 1926/27 durch seine gesundheitlichen Probleme in der freien Entfaltung seines Könnens stark eingeschränkt.
Louis Armstrong wurde nicht müde, Joe Oliver als seine wichtigste Inspirationsquelle zu nennen. Zu Armstrong stand Oliver in einem direkten Lehrer-Schüler-Verhältnis (seinem einzigen). Armstrong hat in einem Interview die Stunden mit Oliver erwähnt.
Im Gegensatz zu seiner Blütezeit als Kornettist in New Orleans sind seine Leistungen als Bandleader insbesondere durch die Aufnahmen der Creole Jazz Band gut dokumentiert. Die Aufnahmen werden häufig als Musterbeispiele für Kollektivimprovisationen des klassischen New Orleans Jazz angesehen. Tatsächlich bieten sie ein hervorragendes, dichtes Ensemblespiel, in dem jeder Musiker eine Funktion hat und sich in einem mehr oder weniger fest umrissenen Tonumfang bewegt. Oliver „...wanted to hear the whole band. He wanted everyone to blend together.“ Dieses Konzept brachte ein Ensemble hervor, dessen Klarheit bei aller musikalischen Dichte unerreicht blieb. Oliver erreichte dies durch Kontrolle, Balance und eindeutige Rollenzuweisungen, welche die Musiker mit hoher Disziplin einhielten, die aber auch für Soli, Duette und Breaks aufgebrochen wurde und so jedem Bandmitglied Raum für solistische Entfaltung gab. Insofern hat Oliver dem klassischen New Orleans Jazz in seiner Creole Jazz Band eine sehr persönliche Note beigemischt, wodurch sie sich von anderen New Orleans Bands der Zeit abhebt.
Nicht nur Olivers Kornettspiel, auch das Ensemblespiel der Creole Jazz Band fand seine Bewunderer und Nachahmer. Unter anderem orientierten sich die New Orleans Rhythm Kings explizit an Olivers Bandkonzept. Bedeutung erlangte Oliver darüber hinaus als Komponist von Jazz-Titeln wie Doctor Jazz, Dippermouth Blues (Sugar Foot Stomp), West End Blues und Snag It, die zu Standards im Jazz-Repertoire wurden.

## Stil
Olivers Stil hat sich nach der Darstellung seines Zeitgenossen Edmond Souchon, einem Arzt aus New Orleans, der Oliver sowohl in seinen frühen Tagen in New Orleans als auch in seiner Blütezeit sowie in Chicago hörte, im Lauf der Jahre geglättet. Wurde Olivers Kornettspiel in seiner Anfangszeit als rau, laut und mit vielen falschen Tönen dargestellt, so spielte er um 1915 technisch gereifter und sicherer. Im Chicago der zwanziger Jahre soll Olivers glattes, am Stil weißer Tanzkapellen orientiertes Spiel mit dem seiner Tage in New Orleans nichts mehr gemein gehabt haben. Johnny Wiggs, ein Musiker aus New Orleans, vergleicht Olivers Stil um 1915 mit dem von Louis Armstrong auf der Aufnahme von Cake Walking Babies (Clarence Williams Blue Five, 1924, wobei er Armstrong jedoch das Feuer und den Ideenreichtum Olivers abspricht). Wiggs wie auch andere, die Oliver live erlebten, hören in den Aufnahmen überhaupt keine Ähnlichkeiten mit seinem Spiel auf der Bühne.
Oliver war stark im Blues verwurzelt und wurde oft zur Begleitung von Bluessängerinnen wie Katherine Henderson, Sippie Wallace oder Sara Martin hinzugezogen. Sein berühmtes und vielkopiertes Solo im Dippermouth Blues belegt seine Fähigkeit, Töne zu biegen, und seinen Einfallsreichtum bei der Variation der charakteristischen Blues-Terz. Ähnlich aufschlussreich ist sein Solo im 1926 eingespielten Jackass Blues.
Zur Erweiterung seiner Ausdruckspalette setzte Oliver gern Dämpfer ein. Seine Behauptung, derjenige gewesen zu sein, der den allerersten Trompetendämpfer des Jazz angefertigt hat, lässt sich kaum aufrechterhalten, doch hat er es in der Handhabung insbesondere des ‚Plungers‘ zu einer unübertroffenen Meisterschaft gebracht. Er konnte mit seinem Dämpfer einen Prediger ebenso imitieren wie ein schreiendes Baby. Oliver „could make his horn sound like a holy roller meeting“ (Mutt Carey). Die Breaks am Ende von Wa Wa Wa (1926) geben einen Hinweis auf diese Fähigkeiten, ohne sie jedoch detailgenau wiederzugeben.
Als Solist präsentiert sich Oliver, der der Tradition des kollektiv gespielten New Orleans Jazz verbunden war, kraftvoll, einfallsreich und immer up to date. Er war ein kreativer Künstler, der niemanden imitierte, sondern von anderen imitiert wurde. Zwei seiner Soli sind daher auch in die Jazzgeschichte eingegangen: sein Solo im Dippermouth Blues (1923), das in zahlreichen anderen Stücken zu finden ist, und das in Snag it (1926). Mitte der zwanziger Jahre konnte er technisch noch mit seinen Konkurrenten, allen voran Armstrong, mithalten (Too Bad, Deep Henderson, Wa Wa Wa, Jackass Blues), doch in der Folgezeit machte seine Zahnfleischerkrankung ihm so große Probleme, dass seine Soli immer kürzer, einfacher und unsicherer wurden. Generell finden sich in Olivers Soli die für New-Orleans-Musiker typischen zweitaktigen Einheiten, in späteren Aufnahmen sind sie teilweise auf eineinhalb oder einen Takt verkürzt (New Orleans Shout, 1929).
Oliver ist insgesamt weniger für seine Soli als für seine Breaks bekannt. „He was full of breaks“, sagte Clarence Williams einmal. Die Aufnahmen der Creole Jazz Band legen darüber beredtes Zeugnis ab, doch auch in Aufnahmen aus späteren Jahren finden sich immer wieder einfallsreiche Breaks (Doctor Jazz, Wa Wa Wa, Sweet Emmalina).

## Aufnahmen
Olivers Schallplattenkarriere erstreckte sich über einen Zeitraum von knapp acht Jahren von 1923 bis 1931. Am Anfang stehen die berühmten Aufnahmen der Creole Jazz Band, das Ende markieren Aufnahmen, für die Oliver Bands anderer Bandleader engagierte, um seine vertraglichen Pflichten erfüllen zu können. Sie dokumentieren den tragischen Verfall eines großen Musikers und Jazzpioniers, dessen Spiel es trotz aller Unsicherheiten und gesundheitlicher Hindernisse jedoch nie an Ausdruckskraft und Autorität mangelte.

### 1923 - Die Creole Jazz Band
Die 37 Aufnahmen entstanden zwischen April und Dezember 1923 für die Labels Gennett, Okeh, Columbia und Paramount. Die akustisch aufgenommenen Platten lassen hinsichtlich der Ausgewogenheit der einzelnen Instrumente viel zu wünschen übrig. Oft treten Klarinette und Posaune auf Kosten der beiden Kornetts stark in den Vordergrund. Dennoch dokumentieren sie das einzigartige Kollektivspiel der CJB und die zweistimmigen Breaks von Oliver und Armstrong. Die Kollektive werden oft als Kollektivimprovisationen dargestellt, bestehen aber eher aus an zahllosen Abenden herausgearbeiteten Routinen.
Größten Wert legte Oliver bei den Auftritten der Creole Jazz Band auf Disziplin und es ist auf den Aufnahmen zu hören, dass die einzelnen Musiker innerhalb jeweils festgelegter Rahmen bleiben und jeder seine Rolle im Kollektiv erfüllt.
Oliver tritt auf den Aufnahmen nur selten als Solist hervor. Gelegentlich erhebt sich seine Lead-Stimme in bester New-Orleans-Tradition solistisch über das Kollektiv (Mabels Dream), in anderen Fällen handelt es sich um Soli im bekannten Sinne, wie im bereits erwähnten Dippermouth Blues. Auch Louis Armstrong und vor allem Johnny Dodds sind als Solisten der CJB auf den Aufnahmen zu hören.
Legendär sind die zweistimmigen Breaks von Oliver und Armstrong, die zum Teil spontan auf dem Bandstand entstanden sein sollen: Oliver spielte Armstrong während eines Chorus seinen Break leise vor und Armstrong konnte so eine zweite Stimme dazu improvisieren. Die zweistimmigen Breaks sind in den zwei Takes des Snake Rag sowie im Sobbin Blues dokumentiert.

### 1924 – Die Duette mit Jelly Roll Morton
1924 hatte Oliver nur zwei Termine im Aufnahmestudio, einen davon zusammen mit seinem alten Freund Jelly Roll Morton aus New Orleans. Sie nahmen für das kleine Label Autograph zwei Kompositionen Mortons auf, Tom Cat Blues und King Porter Stomp. Es handelt sich um die ersten elektrischen Aufnahmen Olivers. Obwohl Olivers Spiel hier bereits Kiekser und Unsicherheiten aufweist, kann man seinen Stil hier gut studieren, insbesondere seine Variationstechnik in den jeweiligen letzten Chorussen der Kompositionen sind beeindruckend.

### 1924 – Butterbeans and Susie
Das Vaudeville-Duo Butterbeans and Susie nahm 1924 zwei Titel auf, bei denen Oliver als Begleiter mitwirkte. Auf beiden Aufnahmen ist Oliver mit ausgedehnten Solo-Chorussen zu hören.

### 1926 – Die Dixie Syncopators
Die Dixie Syncopators gingen zwischen März 1926 und September 1928 für Vocalion vor das Mikrofon. Obwohl es sich durchweg um nicht akustisch aufgenommene Platten handelt, ist die Tonqualität nicht auf der Höhe der Zeit (Brunswick verwendete ein spezielles Aufnahmeverfahren, das nicht an die Qualität der Aufnahmen von Victor oder Columbia heranreichte), so dass gerade die Experimentierfreude mit den Klangfarben nicht gut zur Geltung kommt. Die meisten Aufnahmen klingen verzerrt und übersteuert.
Die Aufnahmen der Dixie Syncopators sind sehr unterschiedlich bewertet worden, sie stehen zu einem großen Teil denen der Creole Jazz Band jedoch in nichts nach. Oliver schafft hier den Spagat zwischen improvisierenden Ensembles und arrangierten Passagen, die in einer nunmehr zehnköpfigen Band notwendig geworden waren. So stellen die Aufnahmen der Dixie Syncopators eine Synthese zwischen der Jazztradition New Orleans’ und den sich langsam etablierenden größeren Besetzungen dar. Die Größe der Band variierte bei den verschiedenen Aufnahmesitzungen, so dass es Stücke gibt, die für zehn Musiker komplett durcharrangiert sind (Deep Henderson, 1926), und andere Stücke in kleinerer Besetzung, die komplett improvisiert anmuten (Black Snake Blues, 1927). Generell wird mehr Gewicht auf Soli gelegt als noch bei der Creole Jazz Band. Allerdings zeigen sich bei den Dixie Syncopators auch rhythmische Unsicherheiten, teilweise seelenloses Spiel und eine gewisse Disziplinlosigkeit.
Die 32 Titel dokumentieren die wachsenden Schwierigkeiten, mit denen Oliver beim Spiel zu kämpfen hatte: 1926 ist Oliver noch feurig, kraftvoll und sicher in seinen Breaks und Soli, während er auf den letzten Aufnahmen 1928 die Soli seinen zweiten Trompetern Ed Anderson oder Louis Metcalf überlassen muss.

### 1928–1929 – Aufnahmen mit Clarence Williams
Clarence Williams half seinem alten Weggefährten Oliver in den Jahren 1928 und 1929 gelegentlich, indem er ihn bei Aufnahmen mit seinen eigenen Bands und als Bluesbegleiter einsetzte. Oliver hatte in dieser Zeit Schwierigkeiten, seine Band zusammenzuhalten, und nahm Engagements wahr, wo und wie immer sie sich ihm boten. Im Gegensatz zu den letzten Aufnahmen der Dixie Syncopators und zu den ersten Aufnahmen mit Studiobands für Victor (ab 1929) spielt Oliver bei Williams mit. Die Gründe dafür sind unklar, möglicherweise setzte er für Aufnahmen unter seinem Namen höhere Qualitätsmaßstäbe an als bei Aufnahmen, die unter einem anderen Bandleader entstanden. Oliver ist bei den hauptsächlich für QRS eingespielten Titeln oft an der Seite von Ed Allen, dem von Clarence Williams bevorzugten Kornettisten, zu hören. Da Allen stark von Oliver beeinflusst war, ist es nicht immer einfach herauszuhören, wer von beiden gerade spielt. Sicher ist jedoch, dass die beiden Soli in Bimbo und Bozo von Oliver gespielt werden.

### 1929 bis 1931 – Aufnahmen mit Studiobands
1929 schloss Oliver einen Vertrag mit Victor. Bis 1930 entstanden einige Einspielungen mit Studiobands, in denen einige der besten Musiker New Yorks mitwirkten. Viele der Titel wurden von Dave Nelson arrangiert, keiner enthält mehr ein auf Improvisationen beruhendes oder gar improvisiertes Kollektiv. Oliver selbst spielt auf den ersten 7 Titeln überhaupt nicht mit, sondern agiert lediglich als Bandleader. Auf den späteren Aufnahmen zeigt er sich in schwankender Verfassung und behält die mittlerweile in die Jahre gekommene, schlichtere Spielweise der New-Orleans-Musiker bei. Gleichzeitig waren in der Musik viele Elemente aus Salonorchestern zu hören, was den Aufnahmen wiederholt den Vorwurf der stilistischen Uneinheitlichkeit eingebracht hat. Auch in den Studiobands überlässt Oliver in einigen Fällen anderen Trompetern die Soloarbeit, insbesondere dem jungen Henry Red Allen, trotzt sich aber gelegentlich beachtliche Soli ab. Der Pianist Don Frye berichtet, dass Oliver sein Solo in Too Late wieder und wieder probte, bis er es richtig konnte, obwohl die Schmerzen ihm Tränen in die Augen trieben.